# Malwina Kopron
Malwina Kopron (née le 16 novembre 1994 à Puławy) est une athlète polonaise, spécialiste du lancer du marteau.

## Biographie
Le 7 août 2017, Malwina Kopron décroche la médaille de bronze des Championnats du monde de Londres, grâce à un jet à 74,76 m. Le 26 août 2017, elle remporte la médaille d'or de l'Universiade à Taipei avec 76,85 m, record des championnats et record personnel.
Aux Jeux Olympiques de Tokyo en août 2021, la Polonaise obtient la médaille de bronze du marteau avec un lancer à 75,49 m, derrière sa compatriote Anita Wlodarczyk (78,48 m) et la Chinoise Zheng Wang (77,03 m).

## Palmarès
| Date | Compétition                          | Lieu              | Résultat | Marque  |
| ---- | ------------------------------------ | ----------------- | -------- | ------- |
| 2011 | Championnats du monde cadets         | Villeneuve-d'Ascq | 2e       | 57,03 m |
| 2013 | Championnats d'Europe juniors        | Rieti             | 4e       | 63,13 m |
| 2015 | Championnats d'Europe espoirs        | Tallinn           | 3e       | 68,57 m |
| 2016 | Championnats d'Europe                | Amsterdam         | 6e       | 70,91 m |
| 2017 | Championnats d'Europe par équipes    | Lille             | 2e       | 73,06 m |
| 2017 | Championnats du monde                | Londres           | 3e       | 74,76 m |
| 2017 | Universiade                          | Taipei            | 1re      | 76,85 m |
| 2018 | Coupe d'Europe hivernale des lancers | Leiria            | 3e       | 69,54 m |
| 2018 | Championnats d'Europe                | Berlin            | 4e       | 72,20 m |
| 2019 | Universiade                          | Naples            | 2e       | 70,89 m |
| 2019 | Jeux mondiaux militaires             | Wuhan             | 3e       | 67,12 m |
| 2021 | Coupe d'Europe des lancers           | Split             | 1re      | 72,82 m |
| 2021 | Jeux olympiques                      | Tokyo             | 3e       | 75,49 m |
| 2023 | Championnats du monde                | Budapest          | finale   | NM      |

## Records
| Épreuve           | Performance | Lieu   | Date         |
| ----------------- | ----------- | ------ | ------------ |
| Lancer du marteau | 76,85 m     | Taipei | 26 août 2017 |